# Paula Lobo Antunes
Paula Lobo Antunes (Nova Iorque, 20 de Janeiro de 1976) é uma atriz portuguesa.
Em 2016, recebeu o Prémio Áquila de melhor atriz secundária, pelo seu trabalho na telenovela Santa Bárbara.

## Vida pessoal
É filha do cirurgião João Lobo Antunes e de sua mulher Ana Maria Couvreur de Oliveira. Viveu até aos 5 anos em Nova Iorque, vindo depois para Portugal. Estudou em Edimburgo onde tirou o curso de Biologia Médica. Após a conclusão do curso estudou teatro na Universidade de Teatro em Londres, a Arts Ed, durante 4 anos.
Em 2005 recebeu um convite para participar na telenovela brasileira Escrava Isaura, protagonizando a portuguesa Aurora Amaral. Fez algumas participações em séries portuguesas, como a série João Semana em que interpretava Clara e mais recentemente Equador. Também tem participado em novelas portuguesas, como Flor do Mar, em que interpretou a vilã Salomé.
Tem duas filhas com o ator Jorge Corrula.

## Filmografia

### Televisão
| Ano         | Projeto                            | Papel                          | Notas                                          | Canal     |
| ----------- | ---------------------------------- | ------------------------------ | ---------------------------------------------- | --------- |
| 2004 - 2005 | A Escrava Isaura                   | Srtª. Aurora Amaral            | Elenco Principal                               | Record TV |
| 2005        | João Semana                        | Clara                          | Elenco Principal                               | RTP1      |
| 2005        | Pedro e Inês                       | Dama Catarina                  | Elenco Principal                               | RTP1      |
| 2006        | Felizmente Não É Natal             | Salomé                         | Elenco Principal                               | RTP1      |
| 2007 - 2008 | Deixa-me Amar                      | Lara Guerra                    | Protagonista                                   | TVI       |
| 2007        | Floribella (telenovela portuguesa) | Catherine                      | Participação Especial                          | SIC       |
| 2008        | Aqui Não Há Quem Viva              | Alda                           | Participação Especial                          | SIC       |
| 2008        | Casos da Vida                      | Helena Santos                  | Elenco Principal: Episódio "Milionária a Dias" | TVI       |
| 2008 - 2009 | Flor do Mar                        | Salomé Neto                    | Antagonista                                    | TVI       |
| 2009        | Equador                            | Adélia                         | Elenco Principal                               | TVI       |
| 2010 - 2011 | Mar de Paixão                      | Benedita Veloso                | Protagonista                                   | TVI       |
| 2011        | O Dom                              | Patrícia                       | Elenco Principal                               | TVI       |
| 2011 - 2012 | Remédio Santo                      | Sara Trindade Coelho           | Elenco Principal                               | TVI       |
| 2014        | Giras & Falidas                    | Sol                            | Participação Especial                          | TVI       |
| 2014 - 2015 | Mulheres                           | Diana Flores                   | Protagonista                                   | TVI       |
| 2015 - 2016 | Santa Bárbara                      | Luísa Áquila                   | Elenco Principal                               | TVI       |
| 2015        | Bem-Vindos a Beirais               | Carminho                       | Elenco Adicional                               | RTP1      |
| 2016        | Miúdo Graúdo                       | Catarina                       | Co- Protagonista                               | RTP1      |
| 2017 - 2018 | País Irmão                         | Rute                           | Elenco Principal                               | RTP1      |
| 2017 - 2018 | O Sábio                            | Carmen Travassos               | Protagonista                                   | RTP1      |
| 2017        | Jacinta                            | Aurora                         | Elenco Principal                               | TVI       |
| 2018 - 2019 | Vidas Opostas                      | Aurora Teles                   | Co- Antagonista                                | SIC       |
| 2019 - 2020 | Prisioneira                        | Margarida Lacerda              | Elenco Principal                               | TVI       |
| 2022        | Crimes Submersos                   | Clara                          | Elenco Principal                               | RTP1      |
| 2022 - 2023 | Por Ti                             | Constança Melchior             | Elenco Principal                               | SIC       |
| 2023        | Lúcia, a Guardiã do Segredo        | Irmã Sílvia D’Assis            | Elenco Principal                               | SIC       |
| 2023 - 2024 | Os Eleitos                         | Margarida Rebelo               | Elenco Principal                               | SIC       |
| 2024 - 2025 | A Promessa                         | Maria do Carmo «Micá» Sarmento | Elenco Principal                               | SIC       |

### Cinema
- A Teia de Gelo (2011)
- Corrupção - Alternadeira (2007)
- O Buraco - Matilde (2006)

## Outros
- Sempre em Pé - Episódio 10 (2007)

## Teatro
- 2008 - Felizmente não é Natal - digressão
- 2020 - 2021 - Monólogos da Vagina